# Ekibastuz
Ekibastuz (in kazako Екібастұз?, Ekibastuz), è una città del Kazakistan situata nella regione di Pavlodar.
Dagli anni venti agli anni cinquanta fu sede di un gigantesco gulag nel quale, tra gli altri, venne ospitato Aleksandr Solženicyn che con i suoi scritti rese noto a tutto il mondo le condizioni di vita nei campi di lavoro forzati sovietici.